# ジョン・スミス (労働党党首)
ジョン・スミス（英語: John Smith、1938年11月13日 – 1994年5月12日）は、イギリスの政治家、弁護士。労働党党首（第17代）。

## 概要
スコットランド出身。1956年に労働党に入党する。
学生時代には『オブザーバー』紙の主催する討論大会で優勝しており、スミスの死後にこの大会は「ジョン・スミス記念メイス」との名称が付与された。弁護士として働いた後に1970年にノース・ラナークシャー選挙区から下院議員選挙に出馬して当選した。1970年代の労働党政権において、スミスはスコットランドおよびウェールズへの権限委譲を主導した。この政策については激しい議論が巻き起こったが、現在のイギリスの地方自治促進の源流をなすものであった。1978年からは貿易大臣を務めた。
物静かで控えめな性質であり、政治的にも党内穏健派に属したが、話し振りはウィットに富み、しばしば辛辣な皮肉を放った。影の内閣蔵相を務めていた1988年10月に心臓発作を起こし、その後の治療において大幅に体重を減量した。1992年の総選挙を前にスミスが提案した影の予算案は激しい非難を呼び、選挙における労働党敗北の一因となった。選挙後にニール・キノックに代わって新たな党首に選出されたが、1994年5月に急死した。
娘のサラ・スミスはジャーナリストになっている。